# Kulturpreis der Stadt Villach
Der Kulturpreis der Stadt Villach wird seit 1985 von der Stadt Villach einmal pro Jahr für besondere schöpferische Leistungen auf kulturellem Gebiet vergeben, die geeignet sind, das Kultur- und Geistesleben in Villach nachhaltig zu bereichern.
Die Auszeichnung kann natürlichen Personen, in Ausnahmefällen aber auch an Vereine, Institutionen oder Arbeitsgemeinschaften verliehen werden. Jeder Preisträger kann die Auszeichnung nur einmal erhalten.

## Preisträger
- 1985: Hans Bischoffshausen (Bildende Kunst)
- 1986: Franz Stimpfl (Literatur)
- 1987: A-cappella-Chor Villach (Musik)
- 1988: Fritz Sitte (Journalismus)
- 1989: Gerda Fröhlich (Musik)
- 1990: Alfred Meschnigg (Theater)
- 1991: Werner Kofler (Literatur)
- 1992: Konrad Koller (Bildende Kunst)
- 1993: Michael M. Kofler (Musik)
- 1994: Heinz Pototschnig (Literatur)
- 1995: Bruno Gironcoli (Bildende Kunst)
- 1996: Uli Scherer (Musik)
- 1997: Hans Schamberger (Musik)
- 1998: Konrad Paul Liessmann (Literatur)
- 1999: Cornelius Kolig (Bildende Kunst)
- 2000: Heidelinde Weis (Schauspielkunst)
- 2001: Walter Dick (Musik)
- 2002: Gernot Kulterer (Architektur)
- 2003: Valentin Oman (Bildende Kunst)
- 2004: Hans Staudacher (Bildende Kunst)
- 2006: Gerd Schuller (Musik)
- 2007: Irmgard Bohunovsky-Bärnthaler (Bildende Kunst)
- 2008: Martin Traxl (Publizistik)
- 2009: Kärntner Konsensgruppe
- 2010: Nikolaus Fheodoroff (Musik)
- 2011: Barbara Putz-Plecko (Bildende Kunst)
- 2012: Heinz Peter Maya (Bildende Kunst) posthum
- 2013: Maria Luise Caputo-Mayr (Literatur)
- 2014: Sigismund Seidl (Musik)
- 2015: Walter Auer (Musik)
- 2016: Verein Erinnern – Villach (mit Hans Haider)[1]
- 2017: Lisa Huber (* 1959) (Bildende Kunst)[2]
- 2018: Angelika Kaufmann (Illustratorin)[3]
- 2019: neuebuehne Villach[4]
- 2020: Alpen Adria Chor[5]
- 2021: Simone Schönett (Literatur)
- 2022: Regina Hübner[6]
- 2023: Guido Markowitz[7]
- 2024: Michael Kos[8]